# André van de Werve de Vorsselaer
André Léon Ghislain Marie Joseph Van de Werve de Vorsselaer (Antwerpen, 10 april 1908 - aldaar, 6 oktober 1984) was een Belgisch schermer. 

## Levensloop
Hij nam deel aan de Olympische Spelen in 1936 en 1948 in de categorie floret (individueel en team). In 1948 won hij samen met Raymond Bru, Georges de Bourguignon, Henri Paternoster, Edouard Yves en Paul Valcke een bronzen medaille in de categorie floret.
Daarnaast behaalde hij met het Belgisch team - voorts bestaande uit Robert Michiels, Paul Valcke en Édouard Yves - brons op de wereldkampioenschappen van 1947 in het onderdeel floret.
Van de Werve was lid van het Antwerpse adellijke geslacht Van de Werve en zou later in dienst treden als schermmeester van de Egyptische koning Farouk I.